# Головоломки з мотузками

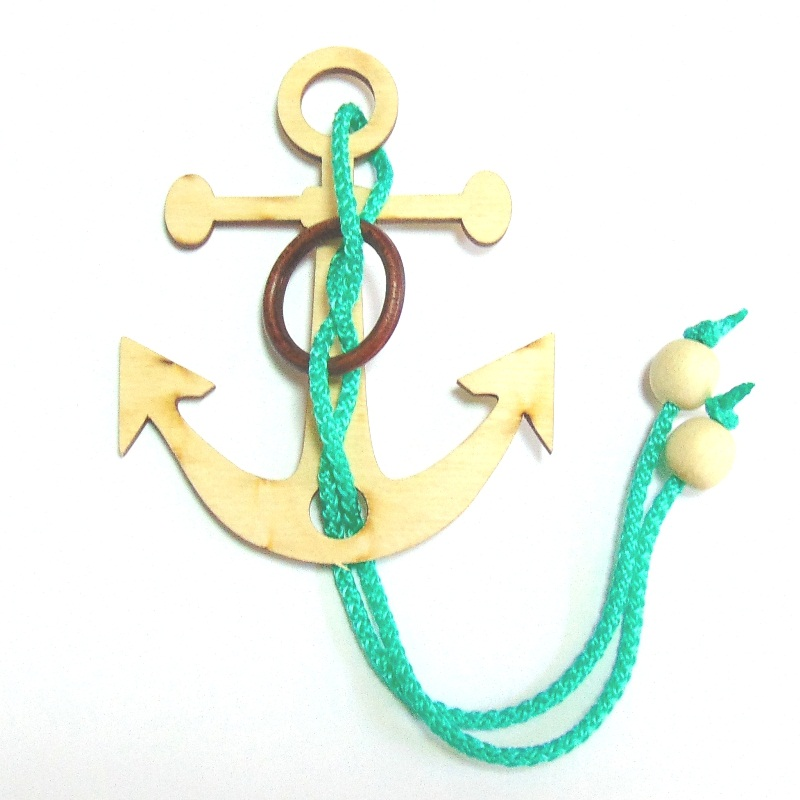
Головоломка з мотузкою у вигляді якоря

Головолóмки з мотузками - різновид механічних головоломок, де для вирішення необхідно роз'єднати деталі, пов'язані мотузкою, або ж зняти саму мотузку. Розв'язувати вузли, розрізати або розривати мотузку, знімати фіксатори з кінців мотузки забороняється. 

## Історія
Згадки про мотузкових головоломках були ще до нашої ери, наприклад, знаменитий вузол, який задали вирішити фрікійскому царю Гордію. Також були відомі мотузкові головоломки в Індії, Китаї та інших країнах.
Зараз такі головоломки продовжують розробляти і виробляти. Зокрема, відомий ними радянський винахідник головоломок Анатолій Калінін. 
Зараз корпуси головоломок роблять з дерева, пластмас, акрилу, металу або фанери.

## Принципи розв'язання
Велика частина мотузкових головоломок вирішується шляхом розплутування самих мотузочок. Зокрема, мотузкові петлі протягують в отвори, або проводять через петлі кінці мотузок. Розв'язувати будь-які вузли в процесі вирішення правила забороняють.